# Casper Johan Wahlberg
Casper Johan Wahlberg, född den 1 maj 1839 i Stockholm, död den 18 april 1877 i Uppsala, var en svensk jurist. Han var måg till Arvid Virgin och far till Bo Tarras-Wahlberg.
Wahlberg var juris utriusque kandidat och vice häradshövding. Han blev docent i rättshistoria vid Uppsala universitet 1870 och lärare i kameralistik vid Ultuna lantbruksinstitut samma år. Wahlberg skrev Om lega af jord å landet enligt svensk civilrätt (1870) och utgav urkundssamlingen Åtgärder för lagförbättring 1633–1665 (1878). Postumt utkom även pjäsen Konung Sverker: skådespel i fyra handlingar med förespel (1878). Wahlberg vilar på Stadskyrkogården i Alingsås.